# Guadalupe Campanur Tapia
Guadalupe Campanur Tapia (ur. 1986 w Cherán, zm. 16 stycznia 2018 w Chilchota) – meksykańska aktywistka społeczna i działaczka na rzecz ochrony środowiska walcząca z nielegalnym pozyskiwaniem drewna w jej regionie.
Została uduszona przez nieznanych sprawców w Chilchota 16 stycznia 2018. W tym samym roku jej życie i śmierć zostało uhonorowane przez ONZ Kobiety.